# Roy (Washington)
Pour les articles homonymes, voir Roy.
Roy est une ville américaine située dans le comté de Pierce, dans l'État de Washington. Selon le recensement de 2020, sa population est de 816 habitants.